# Euconnus heydeni
Euconnus heydeni é uma espécie de insetos coleópteros polífagos pertencente à família Scydmaenidae.
A autoridade científica da espécie é Saulcy, tendo sido descrita no ano de 1870.
Trata-se de uma espécie presente no território português.